# Lola Eniola-Adefeso
Pour les articles homonymes, voir Eniola.
Omolola (Lola) Eniola-Adefeso est une ingénieure chimiste nigériano-américaine et professeure de génie chimique, de génie biomédical et de science et ingénierie macromoléculaires à l'Université du Michigan. Eniola-Adefeso est également cofondatrice et directrice scientifique d'Asalyxa Bio. Ses recherches visent à concevoir des particules fonctionnelles biocompatibles pour l'administration ciblée de médicaments.

## Éducation
Eniola-Adefeso a quitté le Nigeria pour le Maryland à l'âge de 15 ans. Elle allait fréquenter une école de médecine, mais s'est intéressée au génie chimique. Eniola-Adefeso a étudié le génie chimique et biomoléculaire à l' Université du Maryland, dans le comté de Baltimore, et a obtenu son diplôme en 1999. Elle a déménagé à l'Université de Pennsylvanie pour ses études de troisième cycle et a obtenu son diplôme en 2004,.

## Recherche

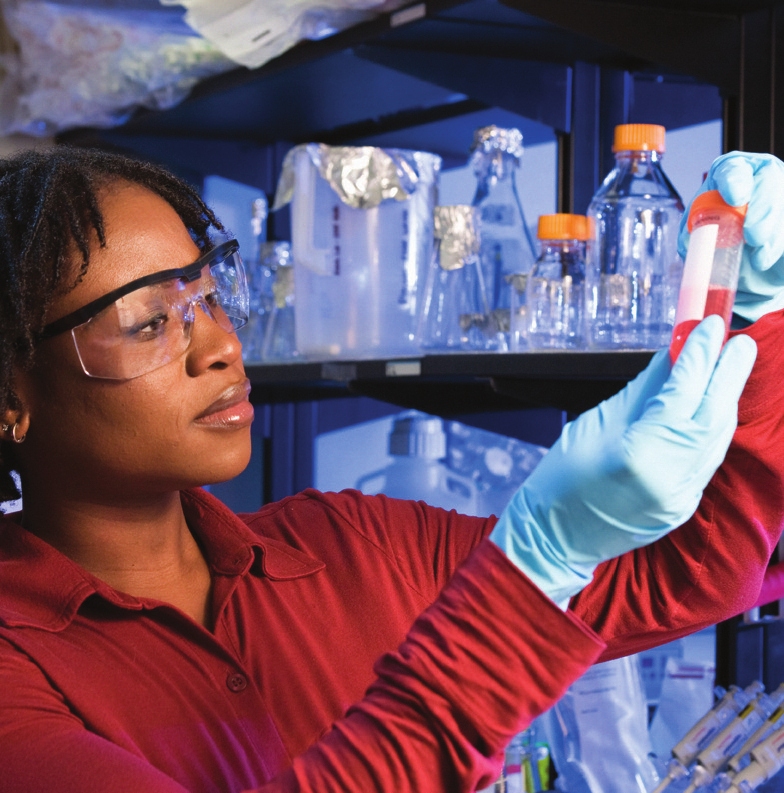
Eniola-Adefeso dans le Magazine Findings du, 2009.

Après avoir terminé ses études supérieures, Eniola-Adefeso a travaillé au Baylor College of Medicine en tant que stagiaire postdoctorale aux National Institutes of Health ,. Eniola-Adefeso a rejoint l'Université du Michigan en 2006. En 2013, elle a été nommée Miller Faculty Scholar à l'Université du Michigan et est maintenant également vice-présidente de l'enseignement supérieur,,,. Elle s'intéresse aux interactions entre les leucocytes sanguins et les cellules endothéliales dans le revêtement de la lumière des vaisseaux, et comment elles changent au cours de la réponse inflammatoire,. Après avoir perdu son père à cause d'une maladie cardiaque, Eniola-Adefeso a commencé à rechercher de nouveaux traitements,.
Son groupe de recherche travaille sur  :
- Comprendre l'adhésion et la migration cellulaires
- Concevoir des cellules à base de polymère pouvant être utilisées pour une administration ciblée de médicaments
- Concevoir des biomatériaux intelligents pour l'administration de médicaments et comprendre la réponse du corps[16].

Eniola-Adefeso vise toujours à tirer parti des découvertes scientifiques fondamentales dans son laboratoire vers des applications cliniques. Dans cette veine, elle a démontré dans une publication Science Advances de 2020 que les neutrophiles humains préfèrent phagocyter (c'est-à-dire manger) des particules en forme de bâtonnet, ce qui est contraire à la notion largement acceptée dans la littérature - principalement basée sur des travaux avec du sang de souris et lignées cellulaires - que les phagocytes sanguins ne mangent pas efficacement les bâtonnets. Cette révélation offre une nouvelle approche du ciblage spécifique des neutrophiles dans la maladie.
Sa découverte critique, associée à l'utilisation d'un polymère innovant, a conduit à la création récente d'une start-up, Asalyxa Bio, où Eniola-Adefeso occupe le poste de directeur scientifique. Depuis sa constitution en société en juillet, elle a conduit la société à lever des fonds pour un premier essai clinique sur l'homme visant à développer cette technologie pour traiter le syndrome de détresse respiratoire aiguë (SDRA).

## Travail sur la diversité, l'équité et l'inclusion
Eniola-Adefeso est une championne des femmes et des étudiants minoritaires sous-représentés au sein de l'Université du Michigan. Elle a mis en place un programme de mentorat et a occupé le poste de présidente d'études supérieures, recrutant la cohorte d'étudiants la plus diversifiée de l'histoire du département,. Elle a encouragé les étudiants de premier cycle à développer des expériences que les enseignants de la maternelle à la 12e année pourraient utiliser dans leurs salles de classe. Eniola-Adefeso a participé au programme NextProf du College of Engineering, qui amène des femmes et des étudiants issus de minorités sur le campus pour faire l'expérience de la vie universitaire. En 2021, Eniola-Adefeso et des collègues de BME de nombreuses institutions américaines, dont Kelly Stevens, Karmella Haynes et Elizabeth Cosgriff-Hernandez, ont dénoncé la disparité de financement raciale par les National Institutes of Health, obtenant le soutien des communautés universitaires et non universitaires pour ces changements institutionnels plus importants de DEI.

## Honneurs et distinctions
- Membre 2020 de la Société de génie biomédical
- Prix BMES à mi-carrière 2020
- 2020 nommée dans le top 1000 des scientifiques noirs inspirants en Amérique par CellPress
- Prix de l'esprit de la faculté Martin Luther King Jr. 2019 [21]
- Professeure de la diversité universitaire et de la transformation sociale 2019
- Chercheur principal 2017, Michigan Society of Fellows [8]
- 2017 American Institute of Chemical Engineers, Prix d'excellence en mentorat du Women's Initiatives Committee
- Chercheuse 2017 de l'Institut américain de génie médical et biologique (en)[10]
- Prix d'excellence MAC Grimes en génie chimique 2017, AIChE
- 2017 Prix Raymond J. et Monica E. Schultz du rayonnement et de la diversité [18]
- Prix du service à la diversité Harold R. Johnson 2016 [22]
- 2016 CEW Carol Hollenshead Award pour l'excellence dans la promotion de l'équité et du changement social
- 2014 Professeure associée, Collège d'ingénierie de l'Université du Michigan
- 2013 Miller Faculty Scholar
- 2012 prix CAREER de la Fondation nationale pour la science[23]
- 2012 Prix de l'innovation pédagogique du Provost, Université du Michigan
- Prix CAREER NSF 2011
- 2011 Prix Lloyd N. Ferguson pour jeune scientifique, NOBCChE
- Prix de l'innovateur de l'American Heart Association[24]
- 2004 Prix Janice Lumpkin pour l'excellence en arts et sciences [25]
- Bourse de recherche d'études supérieures de la NASA 2003 [25]
- 1999 bourse Meyerhoff de l'Université du Maryland, Comté de Baltimore[3]
- 1998 Boursier MARC U* STAR, Université du Maryland, Comté de Baltimore[25]